# Journey to the Past
Journey to the Past è un brano Pop/R&B scritto/prodotto da Lynn Ahrens e Stephen Flaherty ed interpretato dalla cantante statunitense Aaliyah per la colonna sonora del film d'animazione Anastasia. Pubblicato come singolo alla fine del 1997, il brano ha avuto scarso successo, essendo entrato solo nella classifica britannica, ma ha ricevuto una nomination come Miglior Canzone agli Academy Awards del 1998. È noto, inoltre, per essere stato eseguito dalla cantante durante la serata di premiazione degli Oscar, e, grazie a questa esibizione, Aaliyah è entrata nella storia del premio come l'artista femminile più giovane, ed anche la prima afroamericana, che si fosse mai esibita durante una serata degli Oscar.

## Descrizione
Journey to the Past è un brano mid-tempo ritmato che si differenzia molto dalla maggior parte delle ballate incise per le colonne sonore di film d'animazione: infatti presenta un ritmo molto incalzante con una base ricca di strumenti, mentre molte delle ballate per questo genere di film hanno solo il pianoforte come base o sono supportate da un'orchestra. Originariamente la canzone è stata incisa dall'attrice Liz Hallaway, che presta la voce al personaggio di Anastasia nel film. Poi, con lo scopo di pubblicare la canzone come singolo promozionale della colonna sonora, viene contattata la cantante R&B Aaliyah. Il testo della canzone è ispirato alle vicende dell'eroina del film, essendo incluso il brano anche nel film; è la stessa Anastasia che parla attraverso la canzone, incitando il proprio coraggio e il proprio cuore a non cedere proprio nel momento più difficile della sua vita, e sottolinea quali sono le cose più importanti, che purtroppo ha perso: la casa, l'amore e la famiglia.

## Video musicale
Il videoclip dal brano, diretto da Adam Harding, è molto diverso da quelli precedentemente girati dalla cantante, e utilizza diverse scene del film. Si apre mostrando scene di una giornata qualunque in un quartiere di una città contemporanea, dove bambini giocano e passano automobili. Aaliyah appare perfettamente truccata e pettinata, ma con addosso una semplice tuta kaki molto larga. Seguendo le parole della canzone "going back to the past" (tornare al passato), il set contemporaneo viene sostituito da quello disegnato del film animato come se della vernice scivolasse sullo schermo. La prima scena mostrata è quella in cui Anastasia gioca in un paesaggio innevato con il proprio cagnolino, e qui Aaliyah si muove tra i personaggi del film indossando una lunga pelliccia marrone. Appena la cantante si toglie la pelliccia, c'è il ritorno all'epoca contemporanea e al mondo reale. Da qui in poi, utilizzando la stessa tecnica, il video intreccia il mondo animato del film, ambientato nella Russia degli anni venti, a quello reale urbano contemporaneo. Nelle scene successive Aaliyah passeggia accanto ad Anastasia nella scena che si svolge sul ponte di legno e poi, con un cappotto rosso da sera, entra con dei bambini nel palazzo dove si svolge la scena del ballo nel film. La cantante appare anche in un look più famigliare, in un completo nero di pelle e con occhiali da sole, mentre si esibisce nel teatro dove Anastasia sta assistendo a un'opera lirica. L'ultima scena del film che viene mostrata è quella in cui Anastasia e il suo innamorato Dimitri si baciano sulla nave che percorre la Senna a Parigi. Il video si conclude con la cantante attorniata da molti bambini tra le nuvole che sovrastano San Pietroburgo.

## Classifiche
| Classifica (1997-98) | Posizione massima |
| -------------------- | ----------------- |
| Europa               | 98                |
| Regno Unito          | 22                |
| Regno Unito (R&B)    | 6                 |
| Stati Uniti (Adult)  | 28                |